# Getting Away with Murder
Getting Away with Murder är det tredje albumet på stort skivbolag av rockbandet Papa Roach och gavs ut den 31 augusti 2004. Det här är även bandets första album på Geffen Records, eftersom deras förra skivbolag, DreamWorks Records, såldes till Geffen. Albumet har sålt platina i USA och sålde i januari 2007 guld i Kanada. Det nådde också en 17:e plats på Billboard 200.

## Låtlista
1. "Blood (Empty Promises)" – 2:55
2. "Not Listening" – 3:09
3. "Stop Looking Start Seeing" – 3:07
4. "Take Me" – 3:26
5. "Getting Away with Murder" – 3:12
6. "Be Free" – 3:17
7. "Done with You" – 2:52
8. "Scars" – 3:28
9. "Sometimes" – 3:07
10. "Blanket of Fear" – 3:21
11. "Tyranny of Normality" – 2:40
12. "Do or Die" – 3:25

### Bonuslåtar
- "Harder Than a Coffin Nail" – 3:28
- "Caught Dead" – 3:04
- "Take Me" (Live) – 3:34